# José María Velasco Maidana
José María Velasco Maidana (* 4. Juli 1900 (es werden auch 1896, 1899 und 1901 angegeben) in Sucre, Bolivien; † 4. Dezember 1989 in Houston/Texas) war ein bolivianischer Komponist und Regisseur.
Velasco Maidana studierte in Sucre und Buenos Aires und wirkte dann als Lehrer für Musikgeschichte am Konservatorium von La Paz. Dort gründete er 1939 das erste Sinfonieorchester und die erste Ballettgruppe Boliviens. Daneben wirkte er als Dirigent in Lateinamerika, den USA und Europa. Seit 1950 lebte er als freischaffender Komponist in Houston, Texas.
Er komponierte eine Oper und ein Ballett, drei sinfonische Dichtungen und andere Orchesterwerke, Kammermusik und Lieder.
Daneben ist Velasco Maidana einer der Pioniere des bolivianischen Films der Stummfilmzeit: 1925 entstand unter seiner Regie der Film La profecía del lago, 1929 Wara-Wara.